# Albertus Groneman

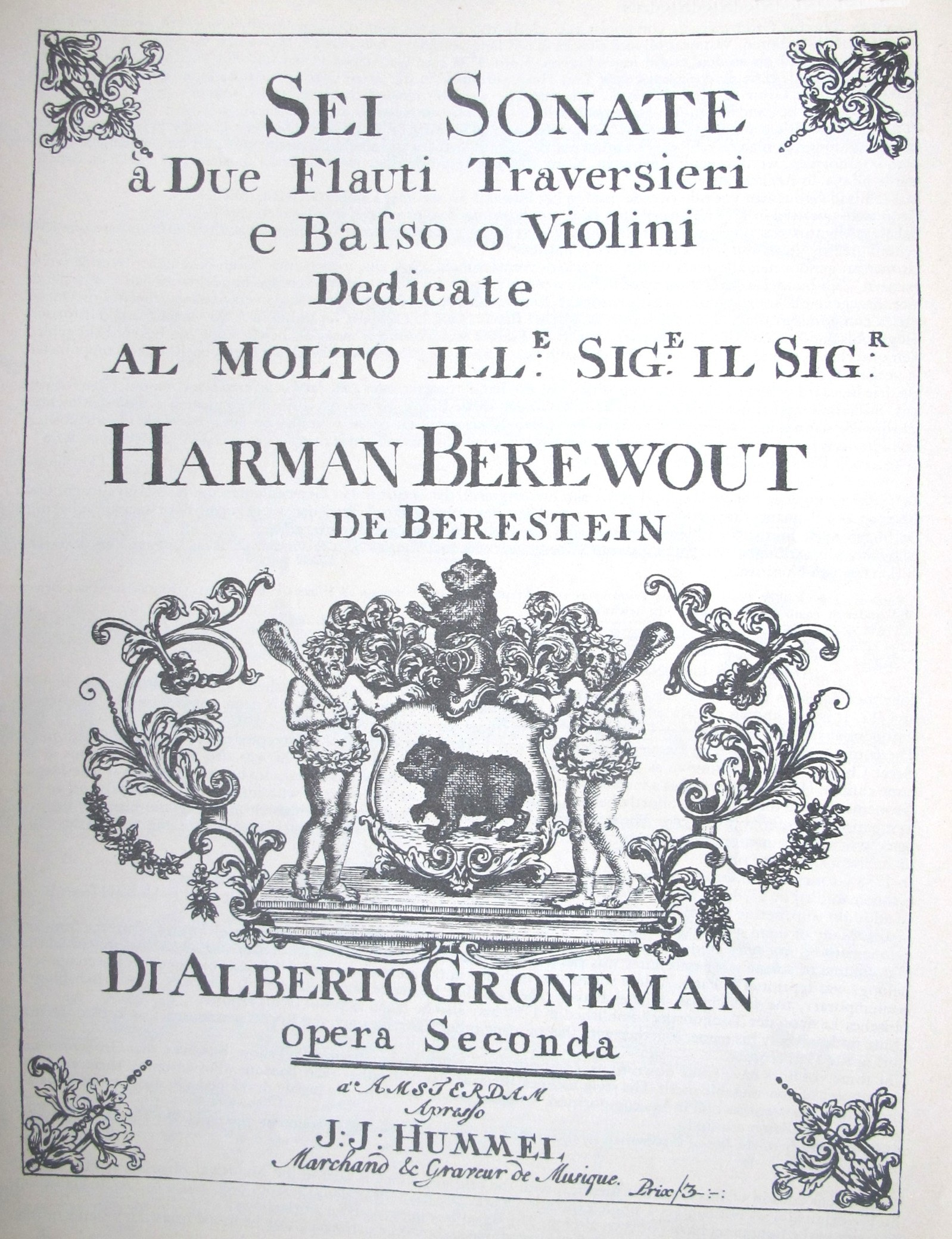
Titelblatt der Sei Sonate a due Flauti traversieri e violone o violini Opera secunda

Albertus Groneman, auch Johann Albert Heinrich Groneman (getauft am 6. Dezember 1711 in Hamm; begraben am 1. Juni 1778 in Den Haag) war ein niederländischer Komponist deutscher Abstammung.

## Leben
Johann Albert Heinrich Groneman stammte aus einer westfälischen Familie und kam um 1730 in die Niederlande. Am 11. Februar 1732 ließ er sich als Musiker an der Universität Leiden einschreiben. Vor 1734 heiratete Groneman Wijntje van Arkel und ließ sich zwischen 1736 und 1742 als Komponist in Den Haag nieder. 1742 erhielt er dort die Stelle des Glockenspielers an der Grote oder auch St. Jakobskirche, wo er ein Jahr später die Ernennung zum Organisten erhielt. Schon vor seinen Ernennungen in Den Haag hatte er sich einen Namen als Violinvirtuose gemacht. Nachdem 1751 seine Frau verstorben war, litt er um die Mitte des Jahrzehnts an einer Nervenkrankheit, in dieser Zeit kam es zur Versteigerung seiner wertvollen Instrumentensammlung. Wenig später trat Groneman wieder als Musiker in Erscheinung und heiratete 1758 ein zweites Mal. Gronemann verstarb 1778 und wurde am 1. Juni des Jahres in der Grote Kerk in Den Haag beigesetzt.

## Geschwister
Neben Albert Groneman sind ihm noch weitere Familienmitglieder in die Niederlande gefolgt, darunter Johan Frederic Groneman und Anton Groneman, beide komponierten Werke für Violine oder Flöte. Die Schwester Christina Maria (1706 bis nach 1750) war mit dem Musiker Giuseppe Avoglio verheiratet und als Signora Avoglio im Umfeld Georg Friedrich Händels bekannt. Vorher sang sie unter anderem in Hannover, Moskau, Sankt Petersburg, Brüssel, Hamburg und Prag. Die 1720 geborene Sibylla Groneman sang in London in Singspielen von Thomas Arne und Johann Friedrich Lampe sowie in Oratorien Händels. Sie war verheiratet mit dem Geiger Thomas Pinto (1728–1783). Weitere Geschwister waren als niederländische Militärmusiker aktiv.

## Werk
Seine Flötensonatensammlungen erschienen im Londoner Verlag Walsh, seine Triosonaten wurden in Paris gedruckt. Auszüge aus einer Flötensonate erschienen in dem Duo-Sammelband Recueil de Pièces des französischen Flötisten Michel Blavet. Gronemans Sonaten sind im empfindsamen und galanten Stil der Vorklassik gehalten. Die Violinsonaten sind virtuos angelegt. Während die ersten Sonaten noch viersätzig sind, zeigen die späteren Sonaten die modernere Dreisätzigkeit.